# キム・テヨン (2003年生の歌手)
キム・テヨン（韓:김태영; 英: Kim Taeyoung、2003年1月27日 - ）は、韓国の歌手であり、韓国の9人組男性アイドルグループCRAVITYのメンバーである。
大韓民国仁川広域市延寿区出身。血液型はAB型。STARSHIPエンターテイメント（韓国）、アミューズ（日本）所属。身長178cm。好きな花はバラ。あだ名、愛称はヨンテ、ヨンレイなど。

## 来歴

### デビュー前
2003年1月27日、両親と姉のもとに生まれる。4歳～7歳までの幼少期はマレーシアにて過ごす。小・中学校の自慢大会でダンスを披露し、少しずつ舞台に立つ楽しさを感じるようになっていたところ、中学生の時にスカウトされ、研修生としてSMエンタテインメントに入る。
事務所に入って歌手になりたいという思いをしっかり持つようになり、STARSHIPのオーディションを受け、練習生となる。
2020年1月22日、STARSHIPZのTwitterにセルカが投稿され、デビュー準備中の練習生として公開される。同年3月18日、CRAVITY公式より、PROFILE FILMとPROFILE PHOTOが公開された。

### デビュー後
2020年4月14日、CRAVITYとしてデビューミニアルバム『CRAVITY SEASON1 [HIDEOUT:REMEMBER WHO WE ARE]』をリリースし、デビューを果たす。
2021年9月7日、公式ペンカフェ（コンカ）にて、今まで通っていた新松高等学校を自主退学し、高卒認定試験に合格したことを報告した。この試験では、国語96、数学90、英語100、社会84、化学88、道徳100の平均点数88点の高得点をおさめた。